# Vatoa
Vatoa (ook bekend als Schildpadeiland) is een eiland in Fiji. Het is 4,45 km² groot en heeft ongeveer 300 inwoners. Het bestaat geheel uit kalksteen. Het eiland werd op 2 juli 1774 ontdekt door de Britse zeevaarder James Cook. Sinds hij ontdekte dat er schildpadden leefden, kreeg het de bijnaam Schilpadeiland.